# Gresswiller
Gresswiller (en alsacià Grasswiller) és un municipi francès, situat a la regió del Gran Est, al departament del Baix Rin. L'any 1999 tenia 1.287 habitants.
Forma part del cantó de Mutzig, del districte de Molsheim i de la Comunitat de comunes de la Regió de Molsheim-Mutzig.

## Demografia
| 1962 | 1968 | 1975 | 1982  | 1990  | 1999  |
| ---- | ---- | ---- | ----- | ----- | ----- |
| 869  | 919  | 964  | 1.052 | 1.181 | 1.287 |

## Administració
| Període   | Identitat           | Partit |
| --------- | ------------------- | ------ |
| 1995-2001 | Michel Daeschler    |        |
| 2001-     | Jean-Louis Wietrich |        |